# 呂建中
呂建中（1982年2月6日—），藝名TANK，台灣創作男歌手。出生於台東縣，有阿美族和卑南族血統。21歲發表第一首幫K-ONE創作的單曲《古老的證明》，直至今日累積作品已超過300首。2012年，與華研國際的唱片合約到期，不再續約；同年結婚，並育有一女。

## 經歷

### 認識黃辛
呂建中曾在餐廳當駐唱歌手有了六年的時間，駐唱時候使用的名字為「呂建忠」，這段時間也去加入滾石可樂，當一位網路歌手，那時取自己的藝名為Jien；不久認識了黃辛，同時身為發掘新星的餐廳駐唱歌手黃辛因為欣賞呂建中的嗓音而與他簽下合約，擔任呂建中的經紀人，並且教導他許多音樂、製作和編曲的概念，不久Jien改藝名為零，也陸續在滾石可樂發表自己的創作，並且透過網路發行了EP；然後跟Dean（本名張承濬）在滾石可樂，組成一個團體，這時零改回為Jien，這時跟Dean一起創作很多歌曲，如：《天使說》、《一口（合唱版）》、《凌晨的天空》、《想牽你的手》等。其中Jien和張承濬被喆服網站邀請寫歌創作，這時Jien擔任這首歌曲的主唱、合聲和製作人等音樂工作。

### 走入幕後
2003年呂建中幫K ONE寫一首歌曲《古老的證明》，這是呂建中首次發表幫別人創作的歌曲；後來和VEN合作跨刀，幫許紹洋寫一首《皇后》；同時呂建中與名作詞人天天一起合作，幫F4的周渝民寫一首《怎麼忘》，由天天填詞，呂建中譜曲。2004年幫潘瑋柏寫一首《我讓你走了》。

### 職業歌手
2005年，華研唱片老闆，在聽到呂建中演唱的DEMO帶時，覺得驚為天人，要求公司人員馬上找呂建中來認識，一次刻意安排到KTV聽他演唱歌曲的聚會上，一開始從黃大煒唱到王力宏，最後唱到陶喆的《王八蛋》時，因為呂建中的神奇魅力、瘋狂與可愛，當場讓華研唱片副董事長呂世玉決定「這個新人非做不可」！不久正式成為華研國際音樂的歌手，也因自己的歌被華研國際認為很有動作的感覺，所以英文名由Jien改為Tank。後來跟陳信延合作，幫助師兄張智成寫《拖延》一首歌曲；2005年下半年，Tank親自參與《終極一班》的電視歌曲，其中Tank所創作的三首歌曲，被收錄於《終極一班電視原聲帶》中，尤其是《給我你的愛》迅速成為熱門歌曲。
2006年初，TANK為中視八點檔《七劍下天山》配唱片尾曲《三國戀》，再次受到矚目。2006年2月24日，發行首張創作專輯《FIGHTING 生存之道》，此專輯找顏璽軒（《狙擊手》、《給我你的愛》）、徐旻鈴（《幾分之幾》）、方文山（《蟑螂小強》）、姚若龍（《獨唱情歌》）、施人誠（《潔西卡》）、陳信延（《激戰》）等寫歌詞，剩下的《曙光》（專輯中有兩種版本）、《三國戀》、《我們小時候》、《挺你到底》等單曲，由TANK填詞和譜曲。TANK也找師姐任家萱（S.H.E的成員Selina）一起合唱《獨唱情歌》；後來此專輯的冠軍慶功超值版的CD，多加《千年淚》、《終極一班》兩首單曲，和《三國戀》、《給我你的愛》、《我們小時候》等三首伴奏曲，還加贈《FIGHTING 生存之道》五首主打MV和天外飛仙片尾曲《千年淚》MV的VCD。
Tank曾幫林依晨譜《非你莫屬》的曲調；不久TANK跟呂怡青、施人誠共同創作，幫S.H.E.寫《我們怎麼了》這一首單曲，由TANK譜曲；施人誠填寫歌詞，呂怡青則同時譜曲及填詞；後來TANK跟陳信延，幫飛輪海寫《我有我的Young》這一首單曲，由陳信延來填寫歌詞，TANK譜曲，並且《我有我的Young》是飛輪海的首波主打歌，也被選為康師傅3+2夾心餅乾的中國廣告歌曲；另外TANK有幫飛輪海譜《夏雪》的曲調，這首歌《夏雪》被選為Heme Man Simple的中文廣告歌曲。
2007年初，即推出第二張專輯《延長比賽 Keep Fighting》，其中主打歌《專屬天使》也搭著偶像劇，《花樣少年少女》的風潮，受到大眾的歡迎，且專輯中一首《城裡的月光》，更被選為韓劇《真的真的喜歡你》的片頭曲，這是專輯中唯一不是由Tank創作的歌曲，由於銷售受到大眾好評，在2月14日發行《延長比賽 Keep Fighting (影音超值版)》。
入圍了台灣第19屆金曲獎的最佳國語男歌手與最佳單曲製作人兩項提名。
2008年因酒駕肇事逃逸和劈腿重創形象。
TANK多年來深受遺傳性心臟病威脅、被診斷有嚴重心律不齊，2007年底TANK唱片宣傳期，因太操勞導致心臟病發，送醫急救，取消2周通告，讓他下定決心接受手術置放植入式去顫器。
開刀後恢復健康的TANK，新專輯《第三回合》成績亮眼，於2009年5出第三張專輯《第三回合》是一張概念專輯。專輯以傳達「TANK的音樂之路仍要繼續奮戰下去，因為比賽尚未結束，除非你放棄自己，讓自己打敗自己」為主要訴求。
積累了兩年的創作能量爆發，不僅親自創作了十首新歌，更是幾乎一手包辦專輯的製作、配唱、和聲、錄音等工作，希望通過自己的親力親為，讓每個聽眾都能感受到他寫下的每顆音符最真的生命力。
2012年5月結束與華研唱片長達七年的合約，並與友人合資成立音樂工作室, 但因為心臟病病情反覆為由再次淡出。2024年再次復出開演唱會。

### 獨立音樂
2016年6月25日被發現在西門町街頭獻唱，同年7月帶著暌違七年的新專輯福音專輯《起初》回歸樂壇，為信仰而唱。2018年12月7日，發行第四張個人專輯《新計畫》，隔年3月8日舉行個人音樂會。

### 坦式情歌回歸
2020年1月為電影你的情歌獻唱主題曲《你的情歌》再度爆紅，不只連續兩週稱霸KKBOX風雲榜第一名，更是長達十週都蟬聯前十名，並且獲得年度單曲榜第八名。
2021年4月27日，獻聲演唱LINE直式愛情微想劇《愛的奧特萊斯》主題曲《電電的》，感動宣傳曲《寫給明天的情書》，其中《寫給明天的情書》於YouTube、KKBOX等網站上均大受關注，亦出現有閻奕格、動力火車 顏志琳等歌手的翻唱版本。

### 宣佈復出
2022年4月20日，發佈全新創作單曲「馮京與馬涼」，5月25日，在個人微博上發佈長文，宣告將重返專輯回歸樂壇，並推出新單曲，同時開啟新專輯的製作，6月30日以後陸續發行「功夫少年」「愛怎麼回不來」「三國嘆·鴻圖天下」「圓周與方舟」「如果有一天」等單曲，12月5日，發行第五張個人專輯《倔強的樹》。
2024年11月，吕建中在中国大陆浙大二院接受了心肝同期联合移植手术，2025年4月7日康复出院，这也是亚洲首例家族性肥厚型心肌病合并肝功能衰竭的心肝同期联合移植手术。当天吕建中在个人社交媒体发文，介绍了自己病重及接受治疗的经历。

## 音樂作品

### 個人專輯
- Fighting！生存之道，2006年2月24日
- Fighting！生存之道(冠軍慶功超值版)， 2006年3月30日
- 延長比賽 keep Fighting，2007年1月19日
- 延長比賽 Keep Fighting (超值影音版)，2007年2月14日
- 第三回合，2009年5月29日
- 新計劃，2018年12月7日
- 倔強的樹，2022年5月25日
- 我不伟大，至少我能改变我。，2024年7月30日

### EP
- 延長比賽 預購版，2007年1月5日
- 新計劃，2017年7月30日
- 有聲查理，2021年5月6日

### 其他合輯
- 2006年1月3日 《終極一班電視原聲帶》：收錄TANK主唱片頭曲〈終極一班〉、片尾曲〈給我你的愛〉、插曲〈從今以後〉、插曲〈我們小時候〉
- 2006年2月17日 《天外飛仙電視原聲帶》：收錄TANK主唱片尾曲〈千年淚〉
- 2006年12月1日 《花樣少年少女電視原聲帶》：收錄TANK主唱片尾曲〈專屬天使〉、插曲〈懂了〉
- 2007年《鄭偉康》：收錄TANK與鄭偉康合唱〈對手〉
- 2007年12月7日 《鬥牛，要不要原聲帶》：收錄TANK主唱片頭曲〈鬥牛，要不要〉
- 2008年6月2日 《劉力揚我就是這樣》：收錄TANK與劉力揚合唱〈我就是這樣〉
- 2012年3月30日 《Ella我就是…ella陳嘉樺》：收錄TANK與Ella合唱（Ella陳嘉樺的首張個人EP〈懂我再愛我〉
- 2013年9月1日 《我愛幸運七電視原聲帶》：收錄TANK主唱插曲〈如果我變成回憶〉
- 2016年7月17日《萬民敬拜禱告中心合輯 起初》，收錄TANK〈我的所有〉、〈EAGLE〉、〈RUNAWAY〉、〈需要答案〉、〈不可思議的愛〉
- 2018年《喜歡 一個人》：收錄TANK與曾靜玟合唱〈可不可以〉
- 2018年《溫暖的弦 原聲帶》：收錄TANK與文慧如合唱插曲〈愛的正負極〉
- 2018年《愛情進化論電視原聲帶》：收錄TANK主唱插曲〈我在呢〉
- 2019年《樂獄電影原聲帶》：收錄TANK和閻奕格主唱插曲〈無罪之罪〉
- 2020年《你的情歌電影原聲帶》：收錄TANK主唱電影同名主題曲〈你的情歌〉
- 2021年《愛的奧特萊斯電視原聲帶》：收錄TANK主唱主題曲〈電電的〉〈寫給明天的情書〉

### 詞曲創作
- 2003年
- 古老的證明→K ONE（收錄於K ONE的《We'r K One》） 詞曲
- 皇后→許紹洋（收錄於許紹洋的《傻的可以》） 作曲

- 2004年
- 怎麼忘→周渝民（收錄於周渝民的《記得我愛你》） 作曲
- 我讓你走了→潘瑋柏（收錄於潘瑋柏的《Wu Ha》） 詞曲 (Tank 寫給自己前女友的歌)

- 2005年
- 天空沒有下雨→謝坤達（收錄於環球的《男丁格爾電視原聲帶》） 詞曲
- 拖延→張智成（收錄於張智成的《快樂》） 作曲
- 不作你的朋友→S.H.E（收錄S.H.E的《不想長大》） 作曲
- 好人有好抱→S.H.E（收錄S.H.E的《不想長大》） 作曲

- 2006年
- 天亮以後→胡歌（收錄於華研的《天外飛仙電視原聲帶》） 詞曲
- 愛情樹→張智成（收錄於張智成的《愛情樹》） 作曲
- 非你莫屬→林依晨（收錄於華研的《東方茱麗葉電視原聲帶》） 作曲
- 我們怎麼了→S.H.E（收錄於S.H.E的《Forever》） 作曲
- 我有我的Young→飛輪海（收錄於飛輪海的《飛輪海首張同名專輯》） 作曲
- 夏雪→飛輪海（收錄於飛輪海的《飛輪海首張同名專輯》） 作曲

- 2007年
- 這就是愛→王心凌（收錄於王心凌的《Fly!Cyndi》） 作曲

- 2010年
- 很安靜→飛輪海（收錄於飛輪海的《太热》） 作曲

- 2011年
- 只看見妳→炎亞綸（炎亞綸首張個人作品《下一個炎亞綸》迷你專輯） 作曲

- 2012年
- 懂我再愛我→Ella&Tank（收錄於Ella陳嘉樺的首張個人EP《我就是》）作曲

- 2013年
- 愛…不是→孫耀威（收錄於孫耀威《愛 其實》）作曲

- 2016年
- 夢想家、形同陌路→田亞霍(《It's You & Elvis》)詞曲與田亞霍共同創作

- 2017年
- 又不是非要你的愛→曾沛慈（收錄於曾沛慈《我愛你 以上》）詞曲

- 2018年
- 可不可以→曾靜玟（收錄於曾靜玟《喜歡 一個人》）詞曲與曾靜玟共同創作

- 2018年
- 離不開→ NINE PERCENT（收錄於NINE PERCENT《TO THE NINES》）作曲

### 未收錄的創作單曲
- 天空沒有下雨(Demo版)→詞曲/Tank
- 對於你的愛(《給我你的愛》Demo版)→詞曲+編曲/Tank
- 古老的證明(Demo版)→詞曲/Tank 編曲/黃辛
- 不敢說(《不作你的朋友》Demo版)→詞曲/Tank
- Jien我的身分→詞曲+編曲/Tank
- 不要不在乎→詞曲+編曲/Tank
- 穿梭→作詞/Tank&Dean　作曲/Tank
- 一口(合唱版)→詞曲+編曲/丁世光 演唱/Tank＆張承濬(Dean)
- 凌晨的天空→詞曲+編/Tank
- 天使說→作詞/張承濬(Dean)　作曲+編曲/Tank
- 不想放棄→詞曲/TANK
- 想牽你的手→作詞/張承濬(Dean)　作曲/Tank＆張承濬(Dean)　和聲/Tank＆張承濬(Dean)
- 7月23日→詞曲/TANK
- 三國小兵(《三國戀》Demo版)→詞曲/Tank
- 剩下多少(《幾分之幾》Demo版)→詞曲/Tank
- 還是一樣期待→詞曲/Tank
- 因為你→詞曲/Tank
- 擦身而過→詞曲/Tank
- Dear God(《Dear Tank》Demo版)→詞曲/Tank
- 而我知道
- 星期六打籃→詞曲/Tank
- 我是Jien→詞曲/Tank
- 大喊大叫
- 我會相信→詞曲/Tank
- 有聚有散
- 我對我自己說→詞曲/Tank
- 這一次→詞曲/Tank
- 走了多久→詞曲/Tank
- 雨過天晴→詞曲/Tank
- 忽然之間
- 贊美詩
- 最後的夢→詞曲/Tank
- 我讓你走了(Demo版)→詞曲/Tank
- 魯冰花2012→詞曲/Tank
- google小姐→詞曲/Tank
- Forever→詞曲/Tank
- 白色鋼琴→詞曲/Tank
- 我的路→詞曲/Tank
- 垃圾愛情→詞曲/Tank
- 你的降生→詞曲/Tank
- 你的出現完整了我的世界→詞曲/Tank

## 主持
- 2007年 三立都會台《完全娛樂》(代班主持)

## 演唱會
| 日期                           | 國家／地區                   | 縣市                         | 場館                             | 備註                                                                                              |
| 給我你的愛激戰漁人碼頭演唱會   | 給我你的愛激戰漁人碼頭演唱會 | 給我你的愛激戰漁人碼頭演唱會 | 給我你的愛激戰漁人碼頭演唱會     | 給我你的愛激戰漁人碼頭演唱會                                                                      |
| ------------------------------ | ---------------------------- | ---------------------------- | -------------------------------- | ------------------------------------------------------------------------------------------------- |
| 2006年4月1日                   | 臺灣                         | 台北縣                       | 淡水漁人碼頭                     | 嘉賓：飛輪海 表演歌曲：《給我你的愛》《一個人流浪》任家萱 表演歌曲：《不做你的朋友》 《獨唱情歌》 |
| 非你莫屬KUROOM萬人演唱會       |                              |                              |                                  |                                                                                                   |
| 2007年2日4日                   | 臺灣                         | 台北縣                       | 板橋縣民廣場                     | 嘉賓：動力火車 表演歌曲：《酒醉的探戈2001》《我們小時候》                                         |
| 坦克暴衝音樂會                 |                              |                              |                                  |                                                                                                   |
| 2010年11日26日                 | 臺灣                         | 台北市                       | 公館The Wall                     | 嘉賓：汪東城                                                                                      |
| NEW PLAN 新計劃演唱會          |                              |                              |                                  |                                                                                                   |
| 2017年11日30日                 | 臺灣                         | 台北市                       | ATT SHOW BOX                     |                                                                                                   |
| 如果我沒有變成回憶（3場）      |                              |                              |                                  |                                                                                                   |
| 2018年11月22日                 | 马来西亚                     | 吉隆坡                       | COMMUNE SUNWAY VELOCITY          |                                                                                                   |
| 2018年11月23日                 | 马来西亚                     | 吉隆坡                       | COMMUNE SUNWAY VELOCITY          |                                                                                                   |
| 2018年11月24日                 | 马来西亚                     | 吉隆坡                       | COMMUNE SUNWAY VELOCITY          |                                                                                                   |
| NEW PLAN 公益演唱會            |                              |                              |                                  |                                                                                                   |
| 2019年3日7日                   | 臺灣                         | 台北市                       | Corner House 角落文創            |                                                                                                   |
| 專屬天使 校園巡迴演唱會（4場） |                              |                              |                                  |                                                                                                   |
| 2019年9月25日                  | 臺灣                         | 新竹市                       | 國立清華大學                     |                                                                                                   |
| 2019年9月26日                  | 臺灣                         | 桃園市                       | 國立中央大學                     |                                                                                                   |
| 2019年10月3日                  | 臺灣                         | 花蓮縣                       | 國立東華大學                     |                                                                                                   |
| 2019年10月4日                  | 臺灣                         | 花蓮縣                       | 慈濟科技大學                     |                                                                                                   |
| 关于爱和勇气再出发演唱會       | 臺灣                         |                              |                                  |                                                                                                   |
| 2023年10月14日                 | 中国大陆                     | 广州                         | 广州珠江琶醍·媒棚LIVE            |                                                                                                   |
| 2023年11月4日                  | 中国大陆                     | 北京                         | 本土王牌LIVE                     |                                                                                                   |
| 2023年11月25日                 | 中国大陆                     | 长沙                         | 达丰空间                         |                                                                                                   |
| 2023年12月15日                 | 中国大陆                     | 上海                         | 蜚声上海Phase Livehouse Shanghai |                                                                                                   |
| 2024年2月3日                   | 中国大陆                     | 杭州                         | SoFun Live                       |                                                                                                   |
| 2024年5月25日                  | 马来西亚                     | 吉隆坡                       | Zepp Kuala Lumpur                |                                                                                                   |
| 2024年6月2日                   | 臺灣                         | 高雄市                       | 高雄LIve Warehouse               |                                                                                                   |
| 2024年6月8日                   | 臺灣                         | 台北市                       | 台北国际会议中心(TICC)           | 嘉賓：李玖哲                                                                                      |
| 待定                           | 中国大陆                     | 厦门                         |                                  |                                                                                                   |

## 獎項
- 2007年加拿大《2006年加拿大至HIT中文歌曲排行榜》：全國推崇十大歌曲(國語)《給我你的愛》
- 2007年台灣《2007HITO流行音樂獎頒獎典禮》：HITO聲猛男新人
- 2007年台灣《第二屆KKBOX數位音樂風雲榜》：年度最佳新人
- 2008年加拿大《2007年加拿大至HIT中文歌曲排行榜》：全國推崇十大歌曲(國語)《專屬天使》
- 2010年馬來西亞《MY Astro至尊流行榜頒獎典禮2009》：至尊情歌《如果我變成回憶》
- 2010年馬來西亞《MY Astro至尊流行榜頒獎典禮2009》：至尊金曲20《如果我變成回憶》

## 資料來源
1. ↑  .   [2007-02-05]. （原始内容存档于2019-06-11）.
2. ↑  關於TANK的藝名由來，是根據 TANK與Hitoradio的訪問內容 （页面存档备份，存于）。
3. ↑  .   [2018-10-07]. （原始内容存档于2017-09-12）.
4. ↑  Tank27歲生日前夕 砸50萬植入心律去顫器 心臟手術救命 （页面存档备份，存于）。
5. ↑  ETtoday新聞雲. . star.ettoday.net. 2024-06-05  [2024-06-05]. （原始内容存档于2024-06-06） （中文（繁體））.
6. ↑  .   [2016-06-29]. （原始内容存档于2020-09-26）.
7. ↑  吳雯淇. . kairos風向新聞. 2016-07-18  [2022-02-21]. （原始内容存档于2021-02-23） （中文（臺灣））.
8. ↑  浙大二院. . 微信公众平台.   [2025-04-08].
9. ↑  . 香港文汇报. 2025-04-07  [2025-04-07].